# 林幸義
林 幸義（はやし ゆきよし、1947年 - ）は、熊本県熊本市出身の日本の元アマチュア野球選手（主に内野手）、監督。

## 経歴・人物
熊本工業高等学校で遊撃手として活躍していた。1965年の春の選抜に出場したものの、１回戦（初戦）でエースの千藤和久（北海道拓殖銀行）や深津修司や伊藤正信らがいる中京商業高校に敗れる。高校卒業後に日本軽金属に入社する。その後、九州産業交通に所属することになり、そこでも、遊撃手や三塁手として活躍することになる。
1971年のドラフト会議で阪神から5位指名を受けたが、入団を拒否し、チームに残留した。その後も、社会人野球でプレーし続け、1978年の都市対抗野球では、三菱重工長崎の補強選手として、三塁手として出場し、10年連続出場表彰選手にも選ばれた。
その後、1980年 - 1984年と2000年 - 2014年に母校の熊本工業高校で監督を務め、1997年から1999年までに専大玉名高校の野球部監督を務めた。伊東勤らを指導した。